# Шатуновський Самуїл Йосипович
Самуї́л Йо́сипович (О́сипович) Шатуно́вський  (13 березня (25 березня) 1859, село Велика Знам'янка, Таврійська губернія, Російська імперія — 27 березня 1929, Одеса, УСРР, СРСР) — український математик. Один з основоположників одеської математичної школи.

## Біографія
С. Й. Шатуновський народився 25 березня 1859 року в с. Велика Знам'янка Таврійської губернії.
Середню освіту здобув у Херсонському реальному училищі.
Вступив до Петербурзького технологічного інституту, потім перейшов в Інститут інженерів шляхів сполучення. Пізніше був вільним слухачем Санкт-Петербурзького університету, де лекції читали Пафнутій Чебишов, Олександр Коркін, Єгор Золотарьов, Юліан Сохоцький.
З 1905 року працював у Новоросійському університеті, від 1917 року — професором.
У 1917 році надрукував, а у 1918 році захистив дисертацію «Алгебра як вчення про порівняння по функціональним модулями». Саме цікаве в цій дисертації, за твердженням Н. Г. Чеботарьова — це введення «натуральної системи модулів», яка дає можливість розвинути повну теорію Галуа, не вдаючись до понять коренів алгебраїчних рівнянь.
З 1920 року викладав у Одеському інституті народної освіти, з 1921 року обійняв посаду професора, завідував першою в Одесі кафедрою алгебри.
Одночасно в 1922—1925 роках був професором та завідувачем кафедри математики Одеського політехнічного інституту.
Помер 27 березня 1929 року в Одесі.

## Наукова діяльність
Основні праці Шатуновського стосуються алгебри, теорії чисел і математичного аналізу.
Шатуновський аксіоматично обґрунтував теорію площ, виклав теорію Галуа на основі поняття функціонального модуля. Працював над узагальненням поняття границі. Був одним із перших основоположників конструктивних напрямів сучасної математики.

#### Праці
- О постулатах, лежащих в основании понятия о величине/ С. И. Шатуновский// Записки математического отделения научного общества естествоиспытателей при ИНУ. — 1904. — Т. 26. — С. 21—25.
- Алгебра как учение о сравнениях по функциональным модулям/ С. И. Шатуновский.. — Одесса, 1917. — 205 с.

- Самуил Осипович Шатуновский. Введение в анализ. — Одеса, 1923. — 244 с.(рос.)